# 燒尾宴食單
燒尾宴食單是唐朝官員韋巨源編寫的食譜，燒尾宴食單記載於陶穀《清異錄》卷下、陶宗儀《說郛》卷95上和陳世熙的《唐人說薈》，內容為唐中宗景龍二年（708年）韋巨源從兵部尚書升任尚書左僕射時舉辦的答謝皇帝的宴會「燒尾宴」的菜單。燒尾宴食單共收錄58種菜點，並記載菜點的烹飪方法和原料。

## 名称来源
「燒尾」一詞的來源，主要有兩種說法。一說新羊入群，群羊欺生，屢犯新羊，而只有將新羊尾巴燒掉，新羊才能安生，融入群羊之中。二說老虎變人，尾巴猶存，只有將其尾巴燒掉，老虎才能真正變為人。此外，還有鯉魚躍龍門，非天火（雷電）將其尾燒掉而不能過的傳說。可見「燒尾」乃是由民間傳說得名，並逐漸演化成一種協調官場人際關係的「燒尾宴」。